# Phthiracarus similis
Phthiracarus similis är en kvalsterart som beskrevs av Wojciech Niedbała 1981. Phthiracarus similis ingår i släktet Phthiracarus och familjen Phthiracaridae. Inga underarter finns listade i Catalogue of Life.